# Timo Perthel
Timo Perthel (Kaiserslautern, 11 febbraio 1989) è un calciatore tedesco, centrocampista dell'Hinterberg.

## Palmarès
- Campionato austriaco: 1

Sturm Graz: 2010-2011